# George Washington Carver National Monument

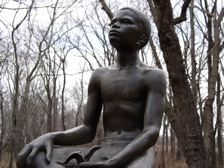
Statua George'a Washingtona Carvera

Pomnik Narodowy George'a Washingtona Carvera znajduje się w Diamond, małym miasteczku hrabstwa Newton na południowym zachodzie stanu Missouri. Obejmuje dom dzieciństwa botanika i wynalazcy – G.W. Carvera, miejsca w których się bawił (wzgórza, lasy, preria) oraz cmentarz. Całkowita powierzchnia wynosi 210 akrów. Możliwość zwiedzania w godz. 9.00-17.00.
14 lipca 1943 roku ogłoszony narodowym pomnikiem USA przez prezydenta Franklina Delano Roosevelta.
Zarządzany jest przez National Park Service.